# Niherne
 Niherne  es una población y comuna francesa, en la región de  Centro, departamento de Indre, en el distrito de Châteauroux y cantón de Châteauroux-Ouest.

## Demografía
| 1135 | 1091 | 1103 | 1319 | 1504 | 1484 |
| Para los censos de 1962 a 1999 la población legal corresponde a la población sin duplicidades (Fuente: INSEE [Consultar]) |      |      |      |      |      |